# روشاید
روشاید (به آلمانی: Roscheid) یک شهر در آلمان است که در بیتبورگ-پروم واقع شده‌است.